# Psophodes nigrogularis
Psophodes nigrogularis е вид птица от семейство Cinclosomatidae.

## Разпространение
Видът е разпространен в Австралия.